# Helmut Ensslin
Helmut Eugen Ensslin (* 24. Mai 1909 in Ulm; † 27. Mai 1984 in Stuttgart) war ein evangelischer Pfarrer und der Vater von Gudrun Ensslin.

## Leben
Helmut Ensslin studierte von 1928 bis 1932 Theologie an der Eberhard Karls Universität Tübingen. Dort schloss er sich der Verbindung Normannia an. Nach dem Studium wurde Helmut Ensslin als Pfarrer aufs Land nach Bartholomä versetzt. Dort war er von 1936 bis 1948 Pfarrer. Von 1942 bis 1945 war er Soldat und in Böhmen und Mähren stationiert. 1948 ging er als Pfarrer der Stadtkirche nach Tuttlingen. Im Oktober 1958 zog er mit seiner Familie nach Stuttgart-Bad Cannstatt. Hier war er Pfarrer der Luthergemeinde.
Während der NS-Herrschaft war er Anhänger der Bekennenden Kirche. Er war mit Ilse Ensslin (geb. Hummel) verheiratet, die 1940 Tochter Gudrun zur Welt brachte. Das Ehepaar hatte sechs weitere Kinder. Helmut Ensslin war auch als Maler aktiv.

## 1970er Jahre
Pfarrer Helmut Ensslin war kein pietistisch ausgerichteter Theologe, sondern der Dialektischen Theologie von Karl Barth verpflichtet. Die Aktivitäten seiner Tochter Gudrun in der Rote Armee Fraktion (RAF) lehnte er ab. Dennoch versuchte er, die Beweggründe der Gruppe nachzuvollziehen, und wollte den persönlichen Kontakt zu seiner Tochter halten. Dies brachte ihm viele öffentliche Anfeindungen ein. Im Nachrichtenmagazin Der Spiegel kritisierte Ensslin 1972 den Umgang von Presse, Staat und Gesellschaft mit der Studentenbewegung von 1967/68: „Diese Bewegung wurde durch einen Großteil der Presse lächerlich gemacht und was gegenüber dem positiv ethischen Gehalt dieser Bewegung besondere Leidenschaftlichkeit entfachen mußte – kriminalisiert, letztlich aber durch Polizeieinsatz aus jener Öffentlichkeit gefegt, in der sie vermutlich ohnedies keine politisch wirksame Basis bei der derzeitigen Arbeitnehmerschaft gefunden hätte.“ Über die RAF schrieb er, dass „diese Gruppe selbst längst nicht mehr mit Toleranz seitens der Gesellschaft rechnet und sich gerade damit zu der Härte entwickelt hat, die an die Eltern nur noch Zumutungen stellt, aber keine Möglichkeit der Anrede mehr gibt“.
Helmut Ensslin forderte die Aufhebung der angeblichen „Isolationshaft“ und anderer vermeintlicher Benachteiligungen für die Gefangenen aus der RAF und beteiligte sich deshalb auch an einer Initiative, die Angehörige von RAF-Gefangenen gegründet hatten. Seine Tochter Gudrun beging im Oktober 1977 in der Todesnacht von Stammheim Suizid.

## Ensslin im Spielfilm
In dem Film Die bleierne Zeit von 1981 wird Helmut Ensslin von Franz Rudnick als kleinbürgerlich-selbstherrlicher Familienvater interpretiert. Im 2008 gedrehten Film Der Baader Meinhof Komplex wird der Pfarrer durch den Schauspieler Michael Gwisdek dargestellt. Der Spielfilm zeigt Helmut und Ilse Ensslin in mehreren Sequenzen und spiegelt die Positionen wider, die Helmut Ensslin in den 1970er Jahren im Blick auf seine Tochter vertreten hat. In dem 2011 erschienenen Film Wer wenn nicht wir wird Helmut Ensslin durch Michael Wittenborn dargestellt.